# Новодівочий цвинтар (Санкт-Петербург)
Новодівочий цвинтар, Новодівичий цвинтар (рос. Новодевичье кладбище) — кладовище у Санкт-Петербурзі, розміщене за адресою Московський проспект, 100 при Новодівочому монастирі. Поховання охоплюють період з 1850-их дотепер.
Монастирський цвинтар полюбляло родове дворянство й купці, тому тут було встановлено безліч багатих та високохудожніх пам'ятників. Імена багатьох із похованих тут згадуються не лише у вітчизняній історії, але і в російській художній літературі.
Після більшовицької революції багато могил було понівечено.
Як і всі цвинтарі міста, кладовище постраждало не тільки від недбальства й відсутності належного догляду, але й вандалізму у формі розкопування могил. Всі церкви й каплиці, що розташовувались на цвинтарі, було зруйновано.

## Відомі особи, поховані на цвинтарі
- Бестужев-Рюмін Костянтин Миколайович (1829—1897) — історик.
- Євген Андреєв (1829–1889) — педагог.
- Михайло Врубель (1856–1910) — художник.
- Сергій Боткін (1832–1889) — лікар, громадський діяч.
- Михайло Боткін (1839–1914) — академік історичного живопису
- Микола фон Ессен (1860–1915) — адмірал, командувач російським Балтійським флотом.
- Петро Єфремов (1830–1907) — бібліограф-пушкініст, директор Державного банку Росії.
- Єлизавета Кудрявцева-Муріна (1914–2004) — хоровий диригент
- Макаров Микола Якович — журналіст, чиновник, громадський діяч, знайомий Тараса Шевченка, Марка Вовчок та ін.
- Аполлон Майков (1821–1897) — поет.
- Едуард Направник (1839–1916) — диригент Маріїнського театру, композитор.
- Геннадій Невельськой (1813–1876) — адмірал.
- Микола Некрасов (1821–1878) — поет.
- Федір Тютчев (1803–1873) — поет.
- Михайло Чігорін (1850–1908) — шахіст.
- Костянтин фон Штейн (1829–1888) — генерал-лейтенант, перший начальник Тверського кавалерійського юнкерського училища.
- Микола Щукін (1848–1924) — російський інженер, конструктор паровозів, учений в галузі залізничного транспорту.
- Іван Фойницький (1847–1913) — правознавець, криміналіст, професор.